# Anomala singularis
Anomala singularis är en skalbaggsart som beskrevs av Gilbert John Arrow 1917. Anomala singularis ingår i släktet Anomala och familjen Rutelidae. Inga underarter finns listade i Catalogue of Life.